# Olympische Winterspiele 1972/Teilnehmer (Schweden)
| Gelbes Symbol für Goldmedaillen mit stilisierten Olympischen Ringen | Graues Symbol für Silbermedaillen mit stilisierten Olympischen Ringen | Braundes Symbol für Bronzemedaillen mit stilisierten Olympischen Ringen |
| ------------------------------------------------------------------- | --------------------------------------------------------------------- | ----------------------------------------------------------------------- |
| 1                                                                   | 1                                                                     | 2                                                                       |

Schweden nahm an den Olympischen Winterspielen 1972 im japanischen Sapporo mit einer Delegation von 58 Athleten, 49 Männer und neun Frauen, teil.
Seit 1924 war es die elfte Teilnahme Schwedens an Olympischen Winterspielen.

## Flaggenträger
Der Eisschnellläufer Hasse Börjes trug die Flagge Schwedens während der Eröffnungsfeier im Makomanai-Stadion.

## Medaillen
Mit einer gewonnenen Gold-, einer Silber- und zwei Bronzemedaillen belegte das schwedische Team Platz 10 im Medaillenspiegel.

### Gold
- Sven-Åke Lundbäck: Ski Nordisch, Männer, Langlauf, 15 km

### Silber
- Hasse Börjes: Eisschnelllauf, Männer, 500 m

### Bronze
- Lars-Göran Arwidson: Biathlon, Männer, 20 km
- Göran Claeson: Eisschnelllauf, Männer, 1500 m

## Teilnehmer nach Sportarten

### Ski Alpin
Damen
- Lotta Sollander
Abfahrt: 31. Platz – 1:42,97 min
Riesenslalom: DNF
Slalom: DNF

Herren
- Sven Mikaelsson
Riesenslalom: 28. Platz – 3:21,65 min
Slalom: 21. Platz – 2:01,72 min
- Olle Rolén
Abfahrt: 34. Platz – 1:59,28 min
Riesenslalom: DNF
Slalom: DNF
- Manni Thofte
Abfahrt: 28. Platz – 1:56,66 min
Riesenslalom: DNF
Slalom: DNF

### Biathlon
Herren
- Lars-Göran Arwidson
Einzel (20 km):  – 1:16:27,03 h; 2 Fehler
Staffel (4 × 7,5 km): 5. Platz – 1:56:57,40 h; 6 Fehler
- Holmfrid Olsson
Einzel (20 km): 21. Platz – 1:22:28,78 h; 3 Fehler
Staffel (4 × 7,5 km): 5. Platz – 1:56:57,40 h; 6 Fehler
- Olle Petrusson
Einzel (20 km): 42. Platz – 1:28:40,58 h; 12 Fehler
Staffel (4 × 7,5 km): 5. Platz – 1:56:57,40 h; 6 Fehler
- Torsten Wadman
Einzel (20 km): 49. Platz – 1:30:17,56 h; 13 Fehler
Staffel (4 × 7,5 km): 7. Platz – 1:58:09,92 h; 4 Fehler

### Bob
Zweierbob
- Carl-Erik Eriksson / Jan Johansson
6. Platz – 5:01,40 min

Viererbob
- Carl-Erik Eriksson / Thomas Gustafsson / Jan Johansson / Tom Mentzer
11. Platz – 4:47,40 min

### Eishockey
Herren4. Platz
| - Christer Abrahamsson - Thommy Abrahamsson - Mats Åhlberg - Thommie Bergman - Kenneth Ekman - Inge Hammarström - Hans Hansson - Leif Holmqvist - Stig-Göran Johansson - Hans Lindberg | - Mats Lindh - Tord Lundström - Kjell-Rune Milton - Lars-Göran Nilsson - Bert-Ola Nordlander - Stig Östling - Björn Palmqvist - Håkan Pettersson - Lars-Erik Sjöberg - Håkan Wickberg |

### Eiskunstlauf
Damen
- Anita Johansson
15. Platz

### Eisschnelllauf
Damen
- Sylvia Filipsson
500 m: 23. Platz – 46,78 s
1000 m: 30. Platz – 1:37,24 min
1500 m: 20. Platz – 2:29,38 min
1500 m: 14. Platz – 5:11,13 min
- Ylva Hedlund
500 m: 18. Platz – 46,24 s
1000 m: 14. Platz – 1:33,82 min
1500 m: 25. Platz – 2:31,31 min
- Ann-Sofie Järnström
500 m: 15. Platz – 45,83 s
1000 m: 19. Platz – 1:35,21 min
1500 m: 26. Platz – 2:31,53 min

Herren
- Hasse Börjes
500 m:  – 39,69 s
- Göran Claeson
1500 m:  – 2:05,89 min
5000 m: 4. Platz – 7:36,17 min
10.000 m: 6. Platz – 15:30,19 min
- Johan Granath
500 m: 16. Platz – 40,79 s
1500 m: 16. Platz – 2:10,21 min
- Johnny Höglin
1500 m: 9. Platz – 2:08,11 min
5000 m: 12. Platz – 7:45,68 min
- Göran Johansson
1500 m: 15. Platz – 2:09,66 min
- Ove König
500 m: 7. Platz – 40,25 s
- Örjan Sandler
5000 m: 14. Platz – 7:47,92 min
10.000 m: 15. Platz – 16:04,90 min
- Mats Wallberg
500 m: 9. Platz – 40,41 s

### Ski Nordisch

#### Langlauf
Damen
- Meeri Bodelid
5 km: 33. Platz – 18:29,07 min
10 km: 19. Platz – 36:41,52 min
3 × 5 km Staffel: 8. Platz – 51:51,84 min
- Birgitta Lindqvist
5 km: 32. Platz – 18:25,88 min
10 km: 28. Platz – 37:24,76 min
3 × 5 km Staffel: 8. Platz – 51:51,84 min
- Eva Olsson
5 km: 15. Platz – 17:46,66 min
10 km: 23. Platz – 36:46,50 min
3 × 5 km Staffel: 8. Platz – 51:51,84 min
- Barbro Tano
5 km: 19. Platz – 17:54,53 min
10 km: 13. Platz – 36:29,34 min

Herren
- Sven-Åke Lundbäck
15 km:  – 45:28,24 min
30 km: 13. Platz – 1:39:54,35 h
4 × 10 km Staffel: 4. Platz – 2:07:03,60 h
- Lars-Göran Åslund
15 km: 18. Platz – 46:56,23 min
30 km: 11. Platz – 1:39:45,29 h
4 × 10 km Staffel: 4. Platz – 2:07:03,60 h
- Tord Backman
15 km: 20. Platz – 47:22,97 min
50 km: 13. Platz – 2:48:53,51 h
- Lars-Arne Bölling
50 km: 7. Platz – 2:45:06,80 h
- Gunnar Larsson
15 km: 8. Platz – 46:23,29 min
30 km: 4. Platz – 1:37:33,72 h
50 km: 20. Platz – 2:51:17,56 h
4 × 10 km Staffel: 4. Platz – 2:07:03,60 h
- Hans-Erik Larsson
50 km: 11. Platz – 2:47:59,37 h
- Thomas Magnusson
30 km: 28. Platz – 1:43:26,02 h
4 × 10 km Staffel: 4. Platz – 2:07:03,60 h

#### Skispringen
- Anders Lundqvist
Normalschanze: 42. Platz – 191,8 Punkte
Großschanze: 41. Platz – 158,0 Punkte
- Rolf Nordgren
Normalschanze: 11. Platz – 217,8 Punkte
Großschanze: 11. Platz – 203,5 Punkte

#### Nordische Kombination
- Sven-Olof Israelsson
Einzel (Normalschanze / 15 km): 36. Platz